# Contea di Mellette
La contea di Mellette ( in inglese Mellette County ) è una contea dello Stato del Dakota del Sud, negli Stati Uniti. La popolazione al censimento del 2000 era di 2 083 abitanti. Il capoluogo di contea è White River.